# Dendrophidion graciliverpa
Espèce
Dendrophidion graciliverpa est une espèce de serpents de la famille des Colubridae.

## Répartition
Cette espèce est endémique d'Équateur. 

## Étymologie
Le nom spécifique graciliverpa vient du latin gracilis, mince, étroit, et de verpa, le pénis, en comparaison à Dendrophidion percarinatum, avec lequel il a longtemps été confondu et plus généralement aux autres espèces du genre Dendrophidion.

## Publication originale
- Cadle, 2012 : Systematics of the Neotropical Snake Dendrophidion percarinatum (Serpentes: Colubridae), With Descriptions of Two New Species from Western Colombia and Ecuador and Supplementary Data on D. brunneum. Bulletin of the Museum of Comparative Zoology, vol. 160, n. 6, p. 259-344 (texte intégral).